# Grand Prix Číny 2010
Grand Prix Číny 2010 (VII Sinopec Chinese Grand Prix), 4. závod 61. ročníku mistrovství světa jezdců Formule 1 a 52. ročníku poháru konstruktérů, historicky již 824. grand prix, se již tradičně odehrála na okruhu v Šanghaji.

## Výsledky
- 18. dubna 2010
- Okruh Šanghaj
- 56 kol x 5.451 km = 305.066 km
- 824. Grand Prix
- 9. vítězství  « Jensona Buttona
- 166. vítězství pro  « McLaren
- 209. vítězství pro  « Vellké Británii
- 152. vítězství pro vůz se startovním číslem « 1

### Závod
| Legenda k tabulce | Legenda k tabulce                                                                       |
| Barva             | Výsledek                                                                                |
| ----------------- | --------------------------------------------------------------------------------------- |
| Zlatá             | Vítěz                                                                                   |
| Stříbrná          | 2. místo                                                                                |
| Bronzová          | 3. místo                                                                                |
| Zelená            | Bodované umístění                                                                       |
| Modrá             | Nebodované umístění                                                                     |
| Modrá             | Dokončil neklasifikován (NC)                                                            |
| Fialová           | Odstoupil (Ret)                                                                         |
| Červená           | Nekvalifikoval se (DNQ)                                                                 |
| Červená           | Nepředkvalifikoval se (DNPQ)                                                            |
| Černá             | Diskvalifikován (DSQ)                                                                   |
| Bílá              | Nestartoval (DNS)                                                                       |
| Bílá              | Závod zrušen (C)                                                                        |
| Světle modrá      | Pouze trénoval (PO)                                                                     |
| Světle modrá      | Páteční testovací jezdec (TD)                                                           |
| Bez barvy         | Netrénoval (DNP)                                                                        |
| Bez barvy         | Vyřazen (EX)                                                                            |
| Bez barvy         | Nepřijel (DNA)                                                                          |
| Bez barvy         | Odvolal účast (WD)                                                                      |
| Bez barvy         | Nezúčastnil se (prázdné)                                                                |
| Označení          | Význam                                                                                  |
| Tučnost           | Pole position                                                                           |
| Kurzíva           | Nejrychlejší kolo                                                                       |
| †                 | Jezdec nedojel do cíle, ale byl klasifikován, protože odjel více než 90 % délky závodu. |
| ‡                 | Byl udělován poloviční počet bodů, protože bylo odjeto méně než 75 % délky závodu.      |
| Horní index       | Umístění bodujících jezdců ve sprintu                                                   |

| Pozice | č.  | Jezdec             | Vůz               | Kolo | Čas          | +/-        | Pole | Body | Nej. kolo      | 1. Pitstop   | 2. Pitstop   | 3. Pitstop      | 4. Pitstop   | 5. Pitstop   | 6. Pitstop   |
| ------ | --- | ------------------ | ----------------- | ---- | ------------ | ---------- | ---- | ---- | -------------- | ------------ | ------------ | --------------- | ------------ | ------------ | ------------ |
| 1      | 1.  | Jenson Button      | McLaren MP4-25    | 56   | 1:46:42,163  | 4          | 5    | 25   | 1:42.886 (4.)  | 20. / 24.093 | 38. / 23.506 |                 |              |              |              |
| 2      | 2.  | Lewis Hamilton     | McLaren MP4-25    | 56   | á 0:01,530   | 4          | 6    | 18   | 1:42.061       | 2. / 24.211  | 5. / 27.671  | 20. / 22.968    | 37. / 24.935 |              |              |
| 3      | 4.  | Nico Rosberg       | Mercedes MGP W01  | 56   | á 0:09,484   | 2          | 4    | 15   | 1:43.245 (5.)  | 20. / 24.421 | 38. / 24.547 |                 |              |              |              |
| 4      | 8.  | Fernando Alonso    | Ferrari F10       | 56   | á 0:11,869   | 1          | 3    | 12   | 1:44.134 (9.)  | 2. / 22.238  | 5. / 13.886  | 6. / 25.723     | 19. / 23.703 | 38. / 22.816 |              |
| 5      | 11. | Robert Kubica      | Renault R30       | 56   | á 0:22,213   | 3          | 8    | 10   | 1:43.630 (6.)  | 20. / 23.031 | 37. / 24.051 |                 |              |              |              |
| 6      | 5.  | Sebastian Vettel   | Red Bull RB6      | 56   | á 0:33,310   | 5          | 1    | 8    | 1:42.358 (2.)  | 2. / 31.195  | 5. / 27.270  | 20. / 23.058    | 37. / 22.537 |              |              |
| 7      | 12. | Vitalij Petrov     | Renault R30       | 56   | á 0:47,600   | 7          | 14   | 6    | 1:43.801 (8.)  | 20. / 24.197 | 38. / 27.298 |                 |              |              |              |
| 8      | 6.  | Mark Webber        | Red Bull RB6      | 56   | á 0:52,172   | 6          | 2    | 4    | 1:42.609 (3.)  | 2. / 32.492  | 6. / 23.076  | 19. / 25.165    | 35. / 22.860 |              |              |
| 9      | 7.  | Felipe Massa       | Ferrari F10       | 56   | á 0:57,796   | 2          | 7    | 2    | 1:44.594 (13.) | 2. / 24.581  | 6. / 22.047  | 19. / 29.729    | 38. / 23.258 |              |              |
| 10     | 3.  | Michael Schumacher | Mercedes MGP W01  | 56   | á 1:01,749   | 1          | 9    | 1    | 1:44.298 (10.) | 2. / 22.397  | 4. / 24.644  | 19. / 21.763    | 36. / 23.879 |              |              |
| 11     | 14. | Adrian Sutil       | Force India VJM03 | 56   | á 1:02,874   | 1          | 10   |      | 1:44.364 (11.) | 1. / 22.432  | 6. / 21.722  | 19. / 22.830    | 38. / 27.279 |              |              |
| 12     | 9.  | Rubens Barrichello | Williams FW32     | 56   | á 1:03,665   | 1          | 11   |      | 1:45.559 (14.) | 1. / 25.795  | 5. / 27.730  | 18. / 24.706    | 37. / 22.476 |              |              |
| 13     | 17. | Jaime Alguersuari  | Toro Rosso STR5   | 56   | á 1:11,416   | 1          | 12   |      | 1:43.755 (7.)  | 1. / 23.576  | 11. / 22.224 | 19. / 22.609    | 20. / 30.832 | 34. / 23.724 | 46. / 24.292 |
| 14     | 19. | Heikki Kovalainen  | Lotus T127        | 55   | á 1 kolo     | 7          | 21   |      | 1:47.141 (15.) | 19. / 24.844 | 36. / 22.433 |                 |              |              |              |
| 15     | 10. | Nico Hülkenberg    | Williams FW32     | 55   | á 1 kolo     | 1          | 16   |      | 1:44.549 (12.) | 2. / 25.722  | 5. / 41.198  | 19. / 23.131    | 23. / 23.036 | 25. / 24.438 | 38. / 22.856 |
| 16     | 21. | Bruno Senna        | Hispania F110     | 54   | á 2 kola     | 7          | 23   |      | 1:48.216 (17.) | 2. / 29.544  | 12. / 24.582 | 18. / 27.443    | 41. / 25.644 |              |              |
| 17     | 20. | Karun Chandhok     | Hispania F110     | 52   | á 4 kola     | 7          | 24   |      | 1:48.788 (18.) | 2. / 40.736  | 11. / 29.980 | 18. / 25.644    | 41. / 28.359 |              |              |
| Pozice | č.  | Odstoupili         | Vůz               | Kolo | Důvod        | +/-        | Pole | Body | Nej. kolo      | 1. Pitstop   | 2. Pitstop   | 3. Pitstop      | 4. Pitstop   | 5. Pitstop   | 6. Pitstop   |
| Ret    | 18. | Jarno Trulli       | Lotus T127        | 26   | Hydraulika   | Odstoupení | 20   |      | 1:49.675 (19.) | 2. / 26.650  | 12. / 24.115 | 17. / 11:44.566 | 21. / 13.791 |              |              |
| Ret    | 25. | Lucas di Grassi    | Virgin VR-01      | 8    | Spojka       | Odstoupení | 22   |      | 1:53.185 (20.) |              |              |                 |              |              |              |
| Ret    | 22. | Pedro de la Rosa   | Sauber C29        | 7    | Motor        | Odstoupení | 17   |      | 1:47.739 (16.) |              |              |                 |              |              |              |
| Ret    | 16. | Sébastien Buemi    | Toro Rosso STR5   | 0    | Kolize       | Odstoupení | 13   |      |                |              |              |                 |              |              |              |
| Ret    | 23. | Kamui Kobajaši     | Sauber C29        | 0    | Kolize       | Odstoupení | 15   |      |                |              |              |                 |              |              |              |
| Ret    | 15. | Vitantonio Liuzzi  | Force India VJM03 | 0    | Kolize       | Odstoupení | 18   |      |                |              |              |                 |              |              |              |
| DNS    | 24. | Timo Glock         | Virgin VR-01      | 0    | Tlak vzduchu | Odstoupení | 19   |      |                |              |              |                 |              |              |              |

- žlutě – nejrychlejší pitstop
- červeně – nejpomalejší pitstop

## Postavení na startu
| *                                                     | *                                                       | Kvalifikace III.                     | Kvalifikace II.                       | Kvalifikace I.                         |
| ----------------------------------------------------- | ------------------------------------------------------- | ------------------------------------ | ------------------------------------- | -------------------------------------- |
| _______1_______ Sebastian Vettel Red Bull 1'34.558    |                                                         | Sebastian Vettel Red Bull 1'34.558   | Lewis Hamilton McLaren 1'34.928       | Lewis Hamilton McLaren 1'35.641        |
|                                                       | _______2_______ Mark Webber Red Bull 1'34.806           | Mark Webber Red Bull 1'34.806        | Mark Webber Red Bull 1'35.100         | Nico Rosberg Mercedes GP 1'35.952      |
| _______3_______ Fernando Alonso Ferrari 1'34.913      |                                                         | Fernando Alonso Ferrari 1'34.913     | Nico Rosberg Mercedes 1'35.134        | Mark Webber Red Bull 1'35.978          |
|                                                       | _______4_______ Nico Rosberg Mercedes 1'34.923          | Nico Rosberg Mercedes 1'34.923       | Fernando Alonso Ferrari 1'35.235      | Fernando Alonso Ferrari 1'35.987       |
| _______5_______ Jenson Button McLaren 1'34.979        |                                                         | Jenson Button McLaren 1'34.979       | Sebastian Vettel Red Bull 1'35.280    | Felipe Massa Ferrari 1'36.076          |
|                                                       | _______6_______ Lewis Hamilton McLaren 1'35.034         | Lewis Hamilton McLaren 1'35.034      | Felipe Massa Ferrari 1'35.290         | Jenson Button McLaren 1'36.122         |
| _______7_______ Felipe Massa Ferrari 1'35.180         |                                                         | Felipe Massa Ferrari 1'35.180        | Jenson Button McLaren 1'35.443        | Sebastian Vettel Red Bull 1'36.317     |
|                                                       | _______8_______ Robert Kubica Renault 1'35.264          | Robert Kubica Renault 1'35.264       | Robert Kubica Renault 1'35.550        | Robert Kubica Renault 1'36.348         |
| _______9_______ Michael Schumacher Mercedes 1'35.646  |                                                         | Michael Schumacher Mercedes 1'35.646 | Adrian Sutil Force India 1'35.665     | Michael Schumacher Mercedes 1'36.484   |
|                                                       | _______10_______ Adrian Sutil Force India 1'35.963      | Adrian Sutil Force India 1'35.963    | Michael Schumacher Mercedes 1'35.715  | Jaime Alguersuari Toro Rosso 1'36.618  |
| _______11_______ Rubens Barrichello Williams 1'35.748 |                                                         |                                      | Rubens Barrichello Williams 1'35.748  | Rubens Barrichello Williams 1'36.664   |
|                                                       | _______12_______ Jaime Alguersuari Toro Rosso 1'36.047  |                                      | Jaime Alguersuari Toro Rosso 1'36.047 | Adrian Sutil Force India 1'36.671      |
| _______13_______ Sébastien Buemi Toro Rosso 1'36.149  |                                                         |                                      | Sébastien Buemi Toro Rosso 1'36.149   | Sébastien Buemi Toro Rosso 1'36.793    |
|                                                       | _______14_______ Vitalij Petrov Renault 1'36.311        |                                      | Vitalij Petrov Renault 1'36.311       | Vitalij Petrov Renault 1'37.031        |
| _______15_______ Kamui Kobajaši Sauber 1'36.422       |                                                         |                                      | Kamui Kobajaši Sauber 1'36.422        | Kamui Kobajaši Sauber 1'37.044         |
|                                                       | _______16_______ Nico Hülkenberg Williams 1'36.647      |                                      | Nico Hülkenberg Williams 1'36.647     | Nico Hülkenberg Williams 1'37.049      |
| _______17_______ Pedro de la Rosa Sauber 1'37.020     |                                                         |                                      | Pedro de la Rosa Sauber 1'37.020      | Pedro de la Rosa Sauber 1'37.050       |
|                                                       | _______18_______ Vitantonio Liuzzi Force India 1'37.161 |                                      |                                       | Vitantonio Liuzzi Force India 1'37.161 |
| _______19_______ Timo Glock Virgin 1'39.278           |                                                         |                                      |                                       | Timo Glock Virgin 1'39.278             |
|                                                       | _______20_______ Jarno Trulli Lotus 1'39.399            |                                      |                                       | Jarno Trulli Lotus 1'39.399            |
| _______21_______ Heikki Kovalainen Lotus 1'39.520     |                                                         |                                      |                                       | Heikki Kovalainen Lotus 1'39.520       |
|                                                       | _______22_______ Lucas di Grassi Virgin 1'39.783        |                                      |                                       | Lucas di Grassi Virgin 1'39.783        |
| _______23_______ Bruno Senna HRT 1'40.469             |                                                         |                                      |                                       | Bruno Senna HRT 1'40.469               |
|                                                       | _______24_______ Karun Chandhok HRT 1'40.578            |                                      |                                       | Karun Chandhok HRT 1'40.578            |

## Tréninky
| *  | I. trénink                              | *  | II. trénink                             | *  | III. trénink                            |
| -- | --------------------------------------- | -- | --------------------------------------- | -- | --------------------------------------- |
| 1  | Jenson Button McLaren 1:36.677          | 1  | Lewis Hamilton McLaren 1:35.217         | 1  | Mark Webber Red Bull 1:35.323           |
| 2  | Nico Rosberg Mercedes GP 1:36.748       | 2  | Nico Rosberg Mercedes GP 1:35.465       | 2  | Lewis Hamilton McLaren 1:35.564         |
| 3  | Lewis Hamilton McLaren 1:36.775         | 3  | Jenson Button McLaren 1:35.593          | 3  | Sebastian Vettel Red Bull 1:35.691      |
| 4  | Michael Schumacher Mercedes GP 1:37.509 | 4  | Michael Schumacher Mercedes GP 1:35.602 | 4  | Jenson Button McLaren 1:35.747          |
| 5  | Sebastian Vettel Red Bull 1:37.601      | 5  | Sebastian Vettel Red Bull 1:35.791      | 5  | Fernando Alonso Ferrari 1:35.857        |
| 6  | Robert Kubica Renault 1:37.716          | 6  | Mark Webber Red Bull 1:35.995           | 6  | Nico Rosberg Mercedes GP 1:35.913       |
| 7  | Vitalij Petrov Renault 1:37.745         | 7  | Adrian Sutil Force India 1:36.254       | 7  | Michael Schumacher Mercedes GP 1:36.262 |
| 8  | Mark Webber Red Bull 1:37.980           | 8  | Jaime Alguersuari Toro Rosso 1:36.377   | 8  | Robert Kubica Renault 1:36.343          |
| 9  | Adrian Sutil Force India 1:38.008       | 9  | Robert Kubica Renault 1:36.389          | 9  | Felipe Massa Ferrari 1:36.416           |
| 10 | Felipe Massa Ferrari 1:38.098           | 10 | Fernando Alonso Ferrari 1:36.604        | 10 | Kamui Kobajaši Sauber 1:36.634          |
| 11 | Jaime Alguersuari Toro Rosso 1:38.161   | 11 | Felipe Massa Ferrari 1:36.944           | 11 | Jaime Alguersuari Toro Rosso 1:36.879   |
| 12 | Kamui Kobajaši Sauber 1:38.375          | 12 | Vitalij Petrov Renault 1:36.986         | 12 | Vitantonio Liuzzi Force India 1:37.031  |
| 13 | Pedro de la Rosa Sauber 1:38.421        | 13 | Pedro de la Rosa Sauber 1:37.421        | 13 | Sébastien Buemi Toro Rosso 1:37.192     |
| 14 | Nico Hülkenberg Williams 1:38.569       | 14 | Kamui Kobajaši Sauber 1:37.431          | 14 | Adrian Sutil Force India 1:37.240       |
| 15 | Paul di Resta Force India 1:38.618      | 15 | Rubens Barrichello Williams 1:37.657    | 15 | Vitalij Petrov Renault 1:37.339         |
| 16 | Rubens Barrichello Williams 1:38.678    | 16 | Vitantonio Liuzzi Force India 1:37.804  | 16 | Rubens Barrichello Williams 1:37.585    |
| 17 | Sébastien Buemi Toro Rosso 1:39.939     | 17 | Nico Hülkenberg Williams 1:37.867       | 17 | Pedro de la Rosa Sauber 1:37.664        |
| 18 | Jarno Trulli Lotus 1:41.531             | 18 | Jarno Trulli Lotus 1:39.624             | 18 | Nico Hülkenberg Williams 1:37.784       |
| 19 | Heikki Kovalainen Lotus 1:41.779        | 19 | Heikki Kovalainen Lotus 1:39.947        | 19 | Timo Glock Virgin 1:39.579              |
| 20 | Timo Glock Virgin 1:41.830              | 20 | Timo Glock Virgin 1:40.233              | 20 | Heikki Kovalainen Lotus 1:39.616        |
| 21 | Lucas di Grassi Virgin 1:42.180         | 21 | Karun Chandhok HRT 1:41.008             | 21 | Lucas di Grassi Virgin 1:39.749         |
| 22 | Bruno Senna HRT 1:43.875                | 22 | Lucas di Grassi Virgin 1:41.107         | 22 | Jarno Trulli Lotus 1:39.776             |
| 23 | Karun Chandhok HRT 1:43.949             | 23 | Bruno Senna HRT 1:41.345                | 23 | Bruno Senna HRT 1:40.316                |
| 24 | Fernando Alonso Ferrari -               | 24 | Sébastien Buemi Toro Rosso -            | 24 | Karun Chandhok HRT 1:41.141             |